# Anke Hofmann
Anke Hofmann (* 21. August 1967) ist eine deutsche Kommunalpolitikerin und seit dem 1. Januar 2023 die Bürgermeisterin der Kreisstadt Bad Hersfeld. Sie ist die erste Frau in diesem Amt.
Hofmann wurde im Oktober 2022 als unabhängige Kandidatin in einer Stichwahl zur Bürgermeisterin gewählt.  Sie wurde Nachfolgerin von Thomas Fehling, der nach zwei Amtszeiten nicht wieder angetreten war, am 2. Oktober 2022 bei 40,5 Prozent Wahlbeteiligung gewählt. Hofmann setzte sich dabei mit 57,27 % der Stimmen gegen ihren Mitbewerber Karsten Vollmar von der SPD durch.
Vor ihrer Wahl zur Bürgermeisterin war Hofmann als Diplom-Finanzwirtin tätig. Sie ist verheiratet und hat zwei Kinder.